# Cuộc bao vây Đại sứ quán Iran
Cuộc bao vây Đại sứ quán Iran là một sự kiện chính trị, ngoại giao và khủng bố bắt đầu từ ngày 30 tháng 4 và kết thúc vào ngày 5 tháng 5 năm 1980, sau khi một nhóm gồm sáu người đàn ông có vũ trang xông vào Đại sứ quán Iran tại số 16 đường Princes Gate, quận Nam Kensington, Luân Đôn. Các tay súng người Ả Rập Iran đã bắt giữ 26 người làm con tin, bao gồm các nhân viên đại sứ quán, một số du khách và một sĩ quan cảnh sát làm nhiệm vụ an ninh ở đại sứ quán. Họ yêu sách chính phủ Iran phải trả tự do cho các tù nhân DRFLA ở Khuzestan và yêu cầu chính phủ Anh phải đưa họ rời khỏi Anh một cách an toàn. Chính phủ Anh và Iran kiên quyết không thỏa hiệp với khủng bố, và đã huy động lực lượng an ninh bao vây đại sứ quán. Năm con tin đã được thả tự do nhờ sự thương lượng của cảnh sát Anh, đổi lại họ phải đáp ứng một vài yêu cầu nhỏ của các kẻ tấn công, ví dụ như việc phát sóng trực tiếp những yêu sách của những kẻ tấn công trên truyền hình nước Anh.
Đến ngày thứ sáu của cuộc bao vây, các tay súng ngày càng mất kiên nhẫn vì các yêu sách của họ không được chính phủ Anh đáp ứng trong thời hạn. Tối hôm đó, họ đã sát hại một con tin và ném xác anh ta ra cửa đại sứ quán. Lực lượng Tác chiến Đường không Đặc biệt (SAS), một đơn vị đặc nhiệm của Lục quân Anh đã được điều động để tiến hành Chiến dịch Nimrod, chiến dịch giải cứu con tin và tái chiếm đại sứ quán. Cuộc đột kích táo bạo kéo dài 17 phút, các đặc nhiệm SAS đã giải cứu thành công các con tin trong đại sứ quán và bắn chết năm trong số sáu tay súng DRFLA. Thành viên duy nhất của DRFLA bị bắt trong cuộc đột kích đã phải chịu án tù 27 năm ở Anh.
Chiến dịch Nimrod được coi là lần ra mắt công chúng đầu tiên của lực lượng đặc nhiệm SAS và đã giúp củng cố danh tiếng của Thủ tướng Margaret Thatcher và chính phủ Anh. Sau cuộc đột kích, số lượng đơn đăng ký vào SAS đã gia tăng đột biến, đồng thời họ cũng nhận được nhiều lời mời hợp tác trao đổi kinh nghiệm chiến đấu của các chính phủ nước ngoài. Tòa đại sứ quán Iran bị hư hỏng nặng trong cuộc tấn công và chỉ được mở cửa trở lại vào năm 1993. Truyền thông Anh đã tường thuật trực tiếp cuộc đột kích của lực lượng SAS trên sóng phát thanh và sóng truyền hình, giúp ghi lại một trong những thời khắc hào hùng nhất trong lịch sử của nước Anh, và đã tạo đà thăng tiến sự nghiệp cho nhiều nhà báo liên quan. Sự kiện này đã trở thành chủ đề của nhiều bộ phim tài liệu và các tác phẩm hư cấu, bao gồm nhiều bộ phim ngắn và phim truyền hình. 

## Bối cảnh

### Động cơ
Những kẻ bắt cóc con tin là thành viên của Mặt trận Cách mạng Dân chủ Giải phóng Arabistan (DRFLA), những người Ả Rập Iran ủng hộ việc thành lập một nhà nước Ả Rập tự trị ở khu vực phía nam của tỉnh Khūzestān của Iran, nơi sinh sống của một số bộ phận người Ả Rập thiểu số. Khūzestān cũng là nơi có nguồn dự trữ dầu mỏ trù phú, nên nó được coi là nguồn tài sản lớn của Iran và được khai thác, phát triển bởi các công ty đa quốc gia dưới thời trị vì của quân chủ Shah.
Theo Oan Ali Mohammed, việc đàn áp phong trào chủ quyền của người Ả Rập là nguyên nhân dẫn đến việc anh ta muốn tấn công Đại sứ quán Iran ở Luân Đôn. Kế hoạch này được lấy cảm hứng từ Cuộc khủng hoảng con tin năm 1979 ở Iran, sự kiện các nhân viên của đại sứ quán Mỹ ở Tehran bị những người biểu tình thân Cách mạng Hồi giáo bắt làm con tin.

### Các tay súng
Oan Ali Mohammed, lãnh đạo nhóm vũ trang, đã cùng ba thành viên khác của DRFLA đã sử dụng hộ chiếu Iraq để đến Anh. Họ đến Luân Đôn vào ngày 31 tháng 3 năm 1980 và thuê một căn hộ ở quận Earl's Court, Tây Luân Đôn. Theo lời khai của người sống sót, các thành viên DRFLA đã "tình cờ gặp nhau trên chuyến bay." Trong những ngày tiếp theo, nhóm DRFLA ngày càng đông thêm, có lúc lên đến hàng chục người.
Oan Ali Mohammed là một người Ả Rập 27 tuổi đến từ Khūzestān. Anh từng theo học tại Đại học Tehran, nơi anh bắt đầu quá trình hoạt động chính trị. Oan bị SAVAK, lực lượng cảnh sát mật của Shah, bắt giam và theo Oan, quá trình tra tấn của SAVAK trong thời gian bị giam giữ đã gây nên nhiều vết sẹo thể chất và tinh thần trong anh. Các thành viên khác trong nhóm của Oan bao gồm Shakir Abdullah "Faisal" Radhil - phụ tá của Oan, Shakir Sultan "Hassan" Said, Themir Moammed "Abbas" Hussein, Fowzi Badavi "Ali" Nejad, và Makki Hanoun "Makki" Ali, thành viên trẻ tuổi nhất nhóm.
Vào ngày 30 tháng 4, nhóm của Oan báo với chủ nhà rằng họ sẽ đến thăm quan Bristol trong một tuần trước khi quay về nước, sau đó họ trả lại căn hộ cho chủ nhà và sắp xếp đồ đạc gửi về Iraq. Họ rời tòa nhà lúc 09:30 (BST) ngày 30 tháng 4. Thay vì đến Bristol như đã nói, nhóm người này đã đến trụ sở của Đại sứ quán Iran. Trên đường đi, họ mang theo các khẩu súng tiểu liên và súng lục, cùng nhiều đạn dược và lựu đạn. Số vũ khí này chủ yếu có xuất xứ từ Liên Xô, được cho là đã được nhập lậu vào Anh trong một túi đồ ngoại giao của Iraq. Khoảng 11:30, gần hai giờ sau khi rời căn hộ cho thuê, sáu người đã có mặt tại Đại sứ quán Iran.
Theo một nghiên cứu năm 2014 về Chiến tranh Iran-Iraq, những kẻ tấn công đã được chính phủ Iraq "tuyển dụng và huấn luyện" như một phần của chiến dịch lật đổ chống lại Iran, bao gồm cả việc tài trợ vũ khí cho một số phong trào ly khai tại Iran.

## Diễn biến

### Ngày một: 30 tháng 4

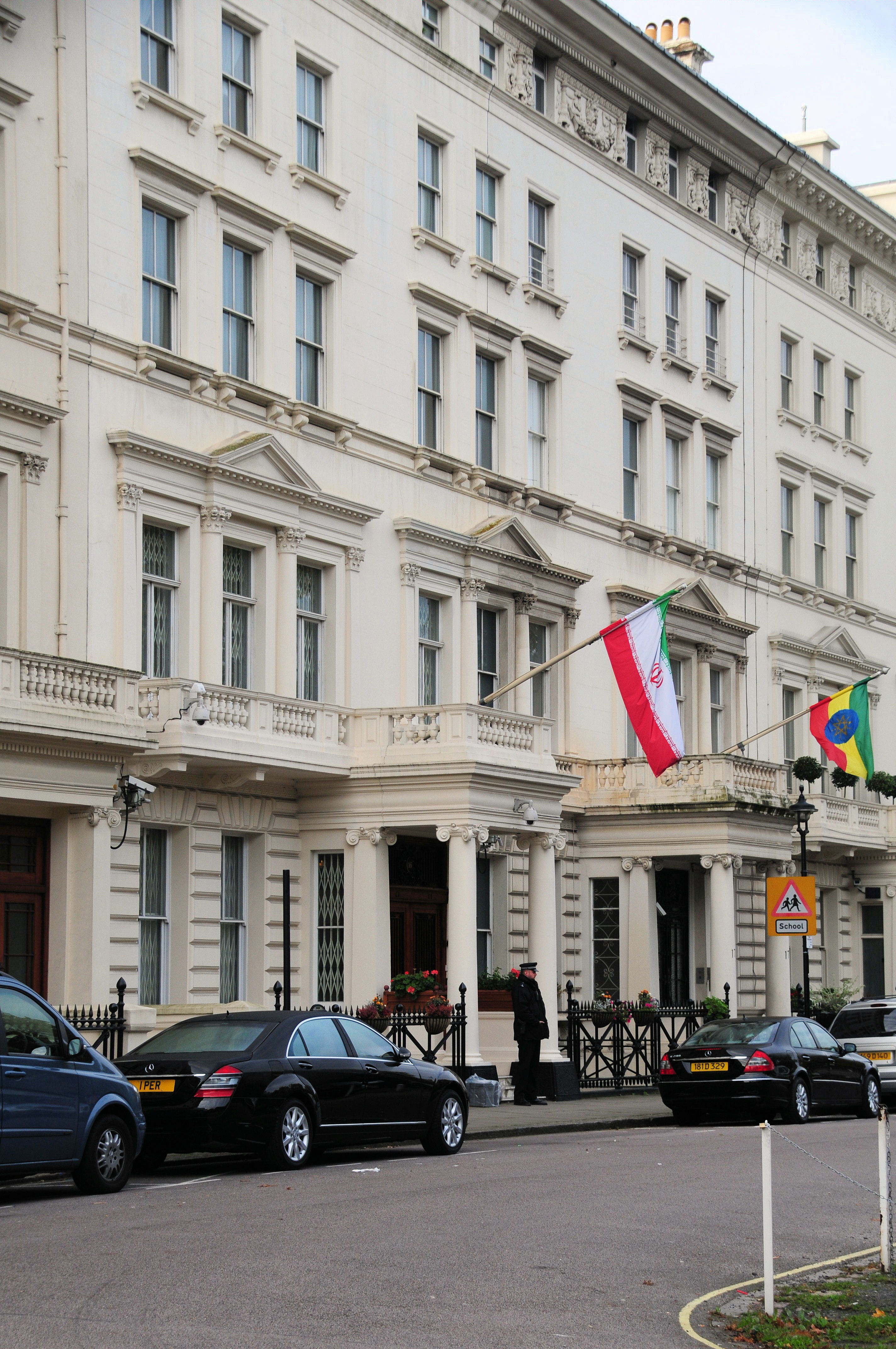
Trụ sở Đại sứ quán Iran ở số 16 Princes Gate, Luân Đôn, năm 2008

Khoảng 11:30 ngày 30 tháng 4, sáu thành viên DRFLA có vũ trang đã xông vào tòa Đại sứ quán Iran ở đường Princes Gate, quận Nam Kensington. Các tay súng nhanh chóng khống chế Trevor Lock, một cảnh sát an ninh thuộc Lực lượng An ninh Ngoại giao (DPG) của Sở Cảnh sát Thủ đô. Lock lúc đó đang mang theo một khẩu súng lục ổ xoay Smith & Wesson cỡ nòng .38 calibre, nhưng đã được ông giấu kín trong người và quyết định không rút ra để bắn trả do bị áp đảo về hỏa lực. Dù bị khám xét kỹ lưỡng, nhưng các tay súng không tìm ra khẩu súng của ông. Lock cũng từ chối đề nghị cởi áo khoác của các tay súng với lý do muốn "giữ gìn hình ảnh" của một viên cảnh sát. Ngoài ra, Lock còn từ chối đề nghị cung cấp đồ ăn trong suốt thời gian diễn ra cuộc bao vây, lo sợ rằng các tay súng sẽ phát hiện ra khẩu súng của ông nếu ông phải sử dụng nhà vệ sinh.
Dù phần lớn những người có mặt trong đại sứ quán đều bị bắt, nhưng ba người đã kịp trốn thoát; hai người đã trèo ra khỏi cửa sổ tầng trệt và người thứ ba đã trèo qua lan can tầng 1 để chạy sang tòa Đại sứ quán Ethiopia ở bên cạnh. Người thứ tư, ông Gholam-Ali Afrouz - tham tán đại sứ quán và là quan chức ngoại cấp cao nhất của Iran có mặt lúc đó - đã cố gắng trèo qua cửa sổ tầng 1 để trốn thoát, nhưng bị thương trong quá trình này và ông nhanh chóng bị bắt. Afrouz và 25 con tin khác sau đó được đưa đến một căn phòng trên tầng hai. Phần lớn con tin là nhân viên đại sứ quán, chủ yếu là công dân Iran, và một số nhân viên người Anh. Những con tin còn lại, trừ Lock, là khách thăm quan. Ông Afrouz mới nắm giữ chức vụ tham tán chưa đầy một năm, sau khi người tiền nhiệm của ông bị cách chức sau cuộc Cách mạng Hồi giáo. Abbas Fallahi, một người quản gia trước cách mạng, được Afrouz bổ nhiệm làm người gác cửa. Một trong những nhân viên người Anh bị bắt là Ron Morris, đến từ Battersea, và ông đã làm việc cho đại sứ quán ở nhiều vị trí khác nhau từ năm 1947.
Trong quá trình diễn ra vụ việc, cảnh sát và truyền thông Anh đã xác định được danh tính của vài con tin khác. Mustapha Karkouti là một nhà báo đưa tin về cuộc khủng hoảng tại Đại sứ quán Hoa Kỳ ở Tehran và đã có mặt tại đại sứ quán để phỏng vấn Abdul Fazi Ezzati, tùy viên văn hóa. Muhammad Hashir Faruqi, một nhà báo khác, cũng đến đại sứ quán để phỏng vấn Afrouz cho một bài báo về Cách mạng Iran. Simeon "Sim" Harris và Chris Cramer, hai nhân viên của BBC, đang ở đại sứ quán để cố gắng xin thị thực đến Iran để đưa tin về hậu quả của cuộc cách mạng năm 1979, sau nhiều nỗ lực không thành công.
Cảnh sát Anh nhanh chóng có mặt tại hiện trường ngay sau khi nhận được những báo cáo đầu tiên về vụ nổ súng, và trong vòng 10 phút, bảy sĩ quan DPG đã tập trung ở ngoài đại sứ quán. Họ sau đó lập đội hình bao vây đại sứ quán, nhưng phải rút lui sau khi bị một tay súng xuất hiện ở cửa sổ đe dọa nổ súng. Phó Cảnh sát trưởng John Dellow đến nơi gần 30 phút sau đó và tiếp nhận quyền chỉ huy chiến dịch. Dellow cho lập sở chỉ huy tạm thời trên chiếc xe của ông, trước khi chuyển đến Trường May vá Hoàng gia ở cuối đường Princes Gate và sau đó chuyển về một trường mẫu giáo ở số 24 Princes Gate. Dellow đã cho triển khai đơn vị chiến thuật D11, các xạ thủ bắn tỉa của Sở Cảnh sát Hoàng gia và các sĩ quan trinh sát. Một tổ đàm phán cảnh sát do Thanh tra trưởng Max Vernon lãnh đạo, đã liên lạc được với Oan thông qua một hệ thống điện thoại dã chiến được đưa qua cửa sổ đại sứ quán, và được hỗ trợ bởi một nhà đàm phán ngoại giao và một bác sĩ tâm lý. Vào lúc 15:15, Oan đưa ra yêu cầu đầu tiên của DRFLA, trả tự do cho 91 người Ả Rập bị giam giữ trong các nhà tù ở Khūzestān, đồng thời đe dọa sẽ cho nổ tung đại sứ quán cùng các con tin ở trong nếu điều này không được thực hiện trước trưa ngày 1 tháng 5.
Một số lượng lớn nhà báo đã có mặt tại hiện trường và nhanh chóng được tập trung tại một khu vực nằm ở mặt tiền phía tây của đại sứ quán. Những người dân Iran cũng tập trung xung quanh đại sứ quán để biểu tình phản đối hành động của DRFLA đến khi cuộc bao vây kết thúc. Một sở chỉ huy cảnh sát độc lập đã được thành lập để ngăn chặn những cuộc biểu tình lớn, và một vài cuộc đụng độ bạo lực đã diễn ra giữa các đơn vị cảnh sát và người biểu tình. Ngay sau khi có thông tin về sự việc, Chính phủ Anh đã thành lập ủy ban khẩn cấp COBRA (Cabinet Office Briefing Rooms). COBRA bao gồm các bộ trưởng, công chức và các cố vấn cấp cao, trong đó có các đại diện của cảnh sát và lực lượng vũ trang Anh. Ủy ban được chủ trì bởi Bộ trưởng Bộ Nội vụ William Whitelaw vì Thủ tướng Anh Margaret Thatcher vắng mặt. Chính phủ Iran sau đó cáo buộc chính phủ Anh và Mỹ đã tài trợ cho các tay súng trong cuộc tấn công để trả thù cho sự kiện tại Đại sứ quán Hoa Kỳ ở Tehran. Vì không nhận được sự hợp tác từ Iran và sau khi nhận được báo cáo tình hình từ Bộ trưởng Whitelaw, Thatcher đã quyết định áp dụng luật pháp của Anh lên khu vực đại sứ quán của Iran. Lúc 16:30, các tay súng thả con tin đầu tiên, Frieda Mozaffarian. Mozaffarian có sức khỏe không được tốt khi cuộc bao vây diễn ra, nên Oan đã yêu cầu cử bác sĩ vào tòa đại sứ để điều trị cho cô, nhưng bị cảnh sát Anh từ chối. Các con tin khác đã cùng nhau đánh lừa Oan rằng Mozaffarian đang mang thai, nên Oan đã miễn cưỡng thả tự do cho Mozaffarian sau khi tình trạng của cô ấy ngày một xấu đi.

### Ngày hai: 1 tháng 5

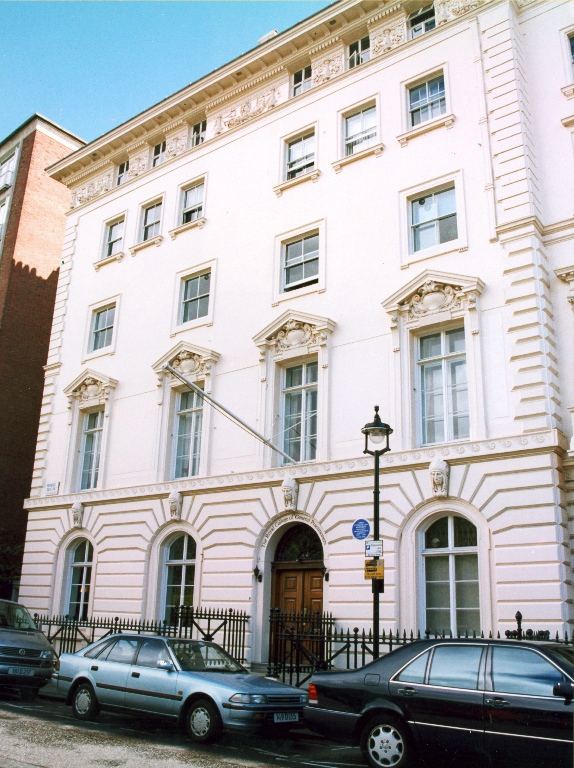
Tòa nhà số 14 Princes Gate, nơi được sử dụng để làm căn cứ tiền phương của SAS trong cuộc vây hãm

Cuộc họp của ủy ban COBRA tiếp tục diễn ra suốt đêm và đến sáng thứ năm ngày 1 tháng 5. Trong khi đó, Sở chỉ huy Lực lượng Tác chiến Đường không Đặc biệt (SAS) đã huy động hai đơn vị SAS từ Herefird đến điểm chờ ở Doanh trại Regent's Park. Các thành viên SAS được triển khai thuộc Đại đội B của Trung đoàn SAS 22, và cùng với các chuyên gia kỹ thuật từ đại đội khác, họ mang theo lựu đạn khí ga CS, lựu đạn choáng, thuốc nổ và trang bị tiêu chuẩn là súng tiểu liên Heckler & Koch MP5 và súng lục Browning Hi-Power. Trung tá Michael Rose, Trung đoàn trưởng Trung đoàn 22, đã đến trước đội của ông và phối hợp với Phó Cảnh sát trưởng Dellow. Vào khoảng 03:30 ngày 1 tháng 5, một đội SAS di chuyển vào tòa nhà số 14 Princes Gate ở bên cạnh đại sứ quán, nơi họ được thông báo về kế hoạch "hành động ngay lập tức" của Rose sẽ sớm được thực hiện. Các nhóm SAS được lệnh chờ bên ngoài, và đến khi ban chỉ huy thống nhấn kế hoạch tấn công cuối cùng, họ sẽ xông vào tòa nhà tiêu diệt các tay súng và giải cứu con tin.
Sáng sớm ngày 1 tháng 5, các tay súng yêu cầu một con tin gọi điện thoại bàn từ đại sứ quán tới trụ sở của hãng thông tấn BBC. Trong cuộc gọi này, Oan đã trực tiếp nói chuyện với một nhà báo BBC, xác định rõ thông tin tổ chức của họ và hứa sẽ đảm bảo an toàn cho các con tin không phải gốc Iran, nhưng ông từ chối không cho BBC nói chuyện với bất kỳ con tin nào khác. Cảnh sát sau đó đã cắt toàn bộ đường dây điện thoại từ đại sứ quán, buộc các tay súng chỉ có thể liên lạc với bên ngoài thông qua chiếc điện thoại dã chiến của cảnh sát. Sau khi ngủ dậy, Chris Cramer, một con tin và là chuyên viên âm thanh của BBC, bắt đầu có dấu hiệu ốm nặng. Anh và ba con tin khác đã thảo luận rằng một trong số họ phải ra được bên ngoài, và để làm được điều này, Cramer đã phóng đại một cách thuyết phục các triệu chứng của căn bệnh này tới các tay súng. Đồng nghiệp của Cramer, Sim Harris, bị bắt gọi liên lạc tới cảnh sát Anh và thương lượng đưa một bác sĩ vào trong đại sứ quán. Cảnh sát Anh từ chối, thay vào đó, họ yêu cầu Harris thuyết phục Oan thả tự do cho Cramer. Cuộc đàm phán giữa Harris, Oan và cảnh sát kéo dài gần hết buổi sáng, và Cramer được trả tự do vào lúc 11:15. Anh nhanh chóng được đưa đến bệnh viện bằng xe cấp cứu, và một vài sĩ quan cảnh sát cũng được cử đi theo để thu thập lời khai của Cramer.
Khi thời hạn thực hiện yêu cầu của Oan vào trưa ngày 1 tháng 5 đến gần, cảnh sát Anh tin rằng các tay súng không có đủ khả năng để tiến hành mối đe dọa cho nổ tung đại sứ quán, nên đã thuyết phục Oan đồng ý với thời hạn mới là 14:00 cùng ngày. Trong buổi chiều, Oan thay đổi yêu cầu của mình, yêu cầu truyền thông Anh phải phát tuyên bố về sự bất bình của nhóm, đồng thời yêu cầu các đại sứ của ba quốc gia Ả Rập đàm phán với nhóm để giúp họ rời khỏi Vương quốc Anh an toàn ngay sau khi tuyên bố trên được phát đi.
Khoảng 20:00, Oan bị kích động bởi những tiếng ồn phát ra từ Đại sứ quán Ethiopia ở bên cạnh. Tiếng ồn đó xuất phát từ những chiếc máy khoan, đang được các kỹ thuật viên khoan vào tường để cài thiết bị nghe lén vào. Khi viên cảnh sát Trevor Lock bị các tay súng chất vấn về tiếng ồn trên, ông đã nói dối rằng đó là do chuột tạo ra. Ủy ban COBRA đã ra chỉ thị tạo ra càng nhiều nhiều tiếng ồn xung quanh đại sứ quán Iran càng tốt để che đi âm thanh của tiếng máy khoan, và yêu cầu công ty British Gas khoan một đường ống giả ở con đường liền kề, với lí do là sửa chữa đường ống dẫn khí đốt. Yêu cầu này sau đó bị hủy bỏ sau khi nó kích động tâm lý bất ổn của các tay súng trong đại sứ quán. COBRA sau đó liên lạc tới Cơ quan Hàng không Anh và Sân bay Heathrow ở Luân Đôn, yêu cầu hướng dẫn các máy bay bay đến sân bay phải bay qua đại sứ quán ở độ cao thấp.

### Ngày ba: 2 tháng 5
Lúc 09:30 ngày 2 tháng 5, Oan xuất hiện tại cửa sổ tầng một của đại sứ quán, yêu cầu cung cấp quyền truy cập vào hệ thống viễn tín, vốn đã bị cảnh sát cắt cùng với đường dây điện thoại vào ngày 1 tháng 5, và đe dọa sẽ giết ông Abdul Fazi Ezzati, tùy viên văn hóa. Cảnh sát từ chối và Oan đã chĩa súng vào Ezzati, rồi đẩy ông qua phòng, và yêu cầu được nói chuyện với ai đó ở BBC có quen biết với Sim Harris. Cảnh sát đã mời Tony Crabb, gám đốc điều hành của BBC Television News và là sếp của Harris. Oan tiếp tục đưa ra những đòi hỏi của mình với Crabb; được rời khỏi Anh an toàn, được đàm phán với ba đại sứ nước Ả Rập, và yêu cầu BBC phát đi tuyên bố về sứ mệnh của những kẻ bắt giữ con tin. Văn phòng Đối ngoại và Thịnh vượng chung đã liên lạc tới đại sứ quán của Algeria, Jordan, Kuwait, Lebanon, Syria và Qatar thông qua kênh liên lạc không chính thức, để hỏi xem liệu đại sứ của họ có sẵn sàng nói chuyện với những kẻ bắt giữ con tin hay không. Đại sứ Jordan ngay lập tức từ chối và năm người còn lại cho biết họ sẽ hỏi ý kiến chính phủ của họ. BBC đã phát đi bản tuyên bố của Oan vào buổi tối cùng ngày, nhưng Oan không hài lòng và cho rằng bản tuyên bố đó đã bị BBC cắt xén đi.
Trong khi đó, cảnh sát đã xác định được danh tính của người quản gia đại sứ quán và tức tốc đưa ông đến sở chỉ huy tiền phương để họp bàn với các sĩ quan cấp cao của quân đội và cảnh sát. Người quản gia nói rằng cửa trước của đại sứ quán được gia cố bằng thép an ninh, các cửa sổ ở tầng trệt và tầng một được lắp kính chống đạn theo đề xuất của các đơn vị đặc nhiệm SAS khi họ được mời kiểm tra an ninh đại sứ quán vài năm trước đó. Kế hoạch đột nhập vào đại sứ quán bằng cách phá cửa trước và cửa sổ tầng trệt buộc phải loại bỏ và quân đội Anh bắt đầu suy nghĩ đến các khả năng khác.

### Ngày bốn: 3 tháng 5
Tức giận vì BBC đưa tin sai sự thật về yêu cầu của mình vào tối hôm trước, Oan đã liên lạc tới tổ đàm phán của cảnh sát vào khoảng 06:00 và cáo buộc chính phủ Anh đã lừa dối anh. Oan yêu cầu được nói chuyện với một đại sứ người Ả Rập, nhưng được các nhà đàm phán cảnh sát nói rằng Văn phòng Đối ngoại vẫn đang thu xếp việc đó. Nhận ra thủ đoạn trì hoãn của cảnh sát Anh, Oan đe dọa các con tin người Anh sẽ là những người cuối cùng được thả vì sự lừa dối của chính phủ Anh, và Oan sẽ bắn chết một con tin nếu Tony Crabb không được đưa đến đại sứ quán. Khoảng 15:30, Crabb mới đến được khu vực đại sứ quán, gần mười giờ sau khi yêu cầu của Oan được đưa ra, và điều đó khiến cả Oan và Sim Harris khá bực bội. Oan tiếp tục đưa ra một tuyên bố tiếp theo tới Crabb thông qua Mustapha Karkouti, một nhà báo cũng đang bị bắt làm con tin trong đại sứ quán. Đại diện cảnh sát Anh hứa tuyên bố này sẽ được phát trên bản tin tiếp theo của BBC, đổi lại Oan phải thả tự do cho hai con tin nữa. Các con tin tự quyết định rằng hai người được thả sẽ là Hiyech Kanji và Ali-Guil Ghanzafar; Kanji lúc đó đang mang thai và người thứ hai Ghanzafar được thả vì tiếng ngáy ngủ to của ông, khiến những con tin khác không ngủ được vào ban đêm và khiến những tay súng rất khó chịu.
Khoảng 23:00, một nhóm SAS đã đi trinh sát mái nhà của đại sứ quán. Họ phát hiện ra một cái giếng trời và mở khóa nó thành công. Cái giếng này có thể được sử dụng nhưng một lối vào của mũi xung kích, nếu họ được lệnh xông vào tòa nhà. Vài đoạn dây thừng sau đó được buộc sẵn vào các cột ống khói để lính SAS có thể sử dụng để leo vào tòa nhà trong cuộc đột kích sắp tới.

### Ngày năm: 4 tháng 5
Trong ngày 4 tháng 5, Văn phòng Đối ngoại Anh tiếp tục tổ chức một cuộc họp với các nhà ngoại giao Ả Rập, với hy vọng thuyết phục được họ đến đại sứ quán của Iran và đàm phán với các tay súng DRFLA. Cuộc họp do Doughlas Hurd, Quốc vụ khanh về Châu Âu, chủ trì và kết thúc trong bế tắc. Các nhà ngoại giao Ả Rập khẳng định rằng chỉ khi người Anh đảm bảo được một lối thoái an toàn khỏi Anh cho các tay súng, thì mới có được một kết quả tốt đẹp, nhưng chính phủ Anh kiên quyết không xem xét và cung cấp bất kỳ đường thoát nào trong bất kỳ trường hợp nào. Karkouti, một con tin được Oan sử dụng làm trung gian để chuyển những yêu cầu của hắn tới cảnh sát vào ngày 3 tháng 5, ngày một ốm yếu và lên cơn sốt vào buổi tối, dẫn đến những ý kiến cho rằng cảnh sát đã tẩm thuốc vào đồ ăn được gửi vào đại sứ quán. Bản thân John Dellow đã cân nhắc ý tưởng này và đã xin ý kiến từ các bác sĩ về khả năng thành công của nó, nhưng cuối cùng cũng bác bỏ ý tưởng vì "không thể thực hiện được."
Các sĩ quan SAS tham gia vào chiến dịch, bao gồm Chuẩn tướng Peter de la Billière, Giám đốc SAS, Trung tá Rose, Trung đoàn trưởng Trung đoàn SAS 22, và Thiếu tá Hector Gullan, chỉ huy của đội đột kích, đã dành cả ngày để điều chỉnh kế hoạch tấn công của họ.

### Ngày sáu: 5 tháng 5
Oan đánh thức Lock vào lúc bình minh, cho rằng có kẻ đột nhập vào đại sứ quán và bắt Lock đi kiểm tra xung quanh, nhưng không tìm thấy bất kỳ kẻ xâm nhập nào. Khi trời sáng, Oan gọi Lock đến kiểm tra chỗ phình ra ở trên bức tường ngăn cách đại sứ quán Iran và đại sứ quán Ethiopia bên cạnh. Trên thực tế, các chuyên viên cảnh sát đã gỡ bỏ vài viên gạch ở bên tường đại sứ quán Ethiopia để gắn thiết bị nghe lén và phục vụ việc phá tường xông vào cho cuộc đột kích sắp tới, dẫn đến việc cấu trúc bức tường bị suy yếu và phình ra. Mặc dù Lock trấn an Oan rằng Lock không tin cảnh sát sẽ ập vào tòa nhà, nhưng Oan vẫn cho rằng người Anh "đang âm mưu gì đó" và cho chuyển các con tin nam xuống một căn phòng ở dưới sảnh. Căng thẳng tiếp tục gia tăng trong suốt buổi sáng và đến 13:00, Oan nói với cảnh sát rằng hắn sẽ giết một con tin trừ khi Oan có thể nói chuyện với một đại sứ Ả Rập trong vòng 45 phút. Lúc 13:40, Lock liên lạc tới cảnh sát Anh rằng các tay súng đã đưa Abbas Lavasani, trưởng phòng báo chí của đại sứ quán, xuống  tầng dưới và đang chuẩn bị hành quyết anh ta. Lavasani, một người ủng hộ mạnh mẽ Cách mạng Iran năm 1979, đã nhiều lần khiêu khích các tay súng DRFLA trong suốt cuộc bao vây. Theo Lock, Lavasani nói rằng "nếu họ định giết một con tin, [Lavasani] muốn đó là anh ta." Đúng 13:45, 45 phút sau yêu cầu nói chuyện với đại sứ người Ả Rập của Oan, ba tiếng súng vang lên từ bên trong tòa đại sứ quán.
Whitelaw vội vã quay trở lại Whitehall từ một buổi họp ở Slough cách đó khoảng 30 km, 19 phút sau khi có báo cáo về các phát súng trong đại sứ quán. Ông nhận được bản tóm tắt về kế hoạch tấn công của SAS từ tướng de la Billière, với mức thương vong về con tin có thể lên đến 40%. Sau khi cân nhắc kĩ càng, Whitelaw ra lệnh cho các đơn vị SAS chuẩn bị tấn công tòa nhà trong thời gian ngắn. Trung tá Rose nhận được mệnh lệnh trên lúc 15:50, và đến 17:00, các nhóm SAS đã vào vị trí đợi lệnh tấn công. Cảnh sát Anh đã mời một imam từ Nhà thờ Hồi giáo Regent's Park lúc 18:20, với lo sợ rằng cuộc đàm phán sắp đi đến "điểm khủng hoảng" và yêu cầu vị imam thuyết phục các tay súng. Thêm ba phát súng nữa được bắn ra trong quá trình đàm phán của vị imam với Oan. Oan sau đó thông báo rằng một con tin đã bị giết, và những người còn lại sẽ bị giết trong 30 phút nữa trừ khi những yêu cầu của hắn được đáp ứng. Vài phút sau, thi thể của Lavasani được quẳng ra trước cửa đại sứ quán. Dựa vào kết quả khám nghiệm pháp y sơ bộ tại hiện trường, một chuyên viên y tế ước tính rằng Lavasani đã chết ít nhất một giờ trước đó, nên Lavasani không thể là nạn nhân của ba phát súng gần đây nhất. Điều này khiến cảnh sát tin rằng có hai con tin đã bị sát hại, nhưng trên thực tế, chỉ có Lavasani bị bắn chết.
Sau khi thu hồi được thi thể của Lavasani, David McNee, Cảnh sát trưởng Sở Cảnh sát Thủ đô, đã liên lạc tới Bộ Nội vụ để yêu cầu cấp toàn bộ quyền quản lý chiến dịch cho Quân đội Anh dựa theo các điều khoản của Luật Viện trợ Quân sự cho Chính quyền Dân sự (MACA). Whitelaw chuyển yêu cầu tới Thủ tướng Thatcher, và được thủ tướng đồng ý ngay lập tức. Do đó, John Dellow, sĩ quan cảnh sát cấp cao tại có mặt tại khu vực đại sứ quán, đã ký giao quyền kiểm soát chiến dịch cho Trung tá Rose lúc 19:07, ủy quyền cho Rose ra lệnh tấn công theo quyết định của ông. Trong khi đó, các nhà đàm phán tiếp tục thương lượng với Oan. Họ đưa ra những yêu cầu nhượng bộ để đánh lừa Oan và ngăn không cho hắn giết thêm con tin, và câu thêm thời gian để các đơn vị SAS hoàn thành bước chuẩn bị cuối cùng cho cuộc đột kích.

## Chiến dịch Nimrod
Hai đội đặc nhiệm SAS, Đội Đỏ và Đội Xanh, được lệnh tiến hành một cuộc tấn công vào đại sứ quán lúc 19:20, dưới mật danh Chiến dịch Nimrod. Theo kế hoạch, các toán SAS của hai đội sẽ xông vào tòa nhà từ mọi phía một cách đồng thời:
- Đội 1 (Đội Đỏ) sẽ đưa một khối thuốc nổ lớn qua lỗ giếng trời, và sẽ kích nổ để tạo sự hỗn loạn tối đa cho các tay súng trong tòa nhà. Họ sẽ xông vào tòa nhà từ cầu thang mái để kiểm soát tầng ba và tầng bốn;
- Đội 2 (Đội Đỏ) sẽ đu dây từ mái nhà xuống ban công phía sau cửa sổ tầng hai và một;
- Đội 3 (Đội Xanh) sẽ dùng thuốc nổ để phá cửa sổ tầng một ở mặt tiền đại sứ quán và trèo vào trong thông qua ban công tòa nhà;
- Đội 4 (Đội Xanh) sẽ tiếp cận qua khu vườn phía sau đại sứ quán, dùng thuốc nổ phá cửa và quét qua toàn bộ tầng trệt cùng khu vực cầu thang;
- Đội 5 (Đội Xanh) sẽ xông vào tầng trệt bằng cửa sau và tiến xuống tầng hầm;

Đặc nhiệm SAS thuộc Đội 2 đang trèo qua cửa sổ tầng một ở phía sau đại sứ quán. Người bị mắc kẹt trên dây là Trung sĩ Tom Morrell, người để đầu trần ở bên trái ảnh là Trung sĩ Tommy Palmer

Khoảng 19:20, Chiến dịch Nimrod được triển khai. Dù vậy, diễn biến cuộc tấn công ban đầu nhanh chóng gặp vấn đề khi Trung sĩ Tom Morrell - chỉ huy Đội 2, bị mắc kẹt vào sợi dây leo ở khu vực cửa sổ tầng hai. Trong khi cố gắng tháo dây cho Morrell, một người lính SAS đã vô tình đạp vỡ kính cửa sổ. Tiếng cửa sổ vỡ đã khiến Oan giật mình, lúc này đang ở tầng một nói chuyện với các nhà đàm phán cảnh sát, và buộc Oan phải ngắt máy đi điều tra. Nhận ra chiến dịch đã có thể bị bại lộ, Thiếu tá Gullan truyền đi mệnh lệnh "Go! Go! Go!" lúc 19:23, ra lệnh toàn bộ các đội SAS tổng tấn công vào tòa nhà.
Đội 1 bắt đầu kích nổ khối thuốc nổ được thả xuống từ giếng trời, làm rung chuyển toàn bộ tòa nhà và tạo nhiều cột khói dày đặc. Lo sợ sẽ làm ảnh hưởng tới tính mạng của Morrell, nên Đội 3 ở tầng trệt phía sau đại sứ quán đã không sử dụng thuốc nổ để phá cửa sổ, thay vào đó, họ đã dùng búa phá cửa và xông vào đại sứ quán. Trong khi đó, lính bắn tỉa của cảnh sát ở bên ngoài liên tục bắn khí ga CS vào bên trong tòa nhà.

Đội 3 của Trung sĩ John McAleese (đứng ngoài cùng bên trái) đang xông vào tầng một đại sứ quán từ ban công mặt tiền.

Trong khi Morrell đang treo lủng lẳng trên dây, Đội 3 của Trung sĩ John McAleese bắt đầu phá cửa sổ bọc thép ở ban công mặt tiền tòa nhà để mở đường tấn công. Khói và lửa bốc ra dữ dội qua cửa sổ, và lính SAS tiếp tục phá nổ nhiều cửa sổ khác của tầng một và ném lựu đạn choáng vào trong nhà. Vụ nổ đã làm Sim Harris, lúc đó đang nấp ở bên trong thư viện, hoảng sợ vào lao ra ngoài ban công phía trước tòa nhà. Màn trốn thoát của Harris qua lan can đầy khói đã được các nhà báo và phóng viên tập trung ở phía trước đại sứ quán truyền hình trực tiếp. Harris trèo qua ban công của Đại sứ quán Ethiopia và được các nhân viên cảnh sát ở đó cứu sống. Vụ nổ gây ra bởi những quả lựu đạn choáng làm cháy các rèm cửa, và lửa bốc ra dữ dội qua các ô cửa sổ bên dưới người lính SAS bị kẹt trên dây, làm Morrell bị bỏng đáng kể. Với sự giúp đỡ của đồng đội, Morrell đã cắt được dây, khiến anh ngã xuống ban công bên dưới, nhưng vẫn đứng dậy và dẫn Đội 2 xông vào tòa nhà.
Khi Đội 2 tràn vào hành lang tầng một, Trung sĩ Tommy Palmer đã đuổi theo và bắn chết một tay súng đang cố gắng bỏ trốn vào phòng bên cạnh. Khi Oan tiến về phía cửa sổ, Lock đã rút khẩu súng lục ra nhằm bắn chết Oan, nhưng bị Oan phát hiện. Khi hai người đang vật lộn với nhau trên sàn nhà, hai lính SAS xông vào phòng. Họ hét lớn cho Lock tránh ra xa và ngay sau khi Lock quăng mình ra khỏi Oan, hai người lính đã bắn một loạt đạn dài, giết chết Oan.
Ba tay súng khác khi biết về vụ tấn công đã xả súng bừa bãi vào các con tin đang tập trung tại phòng viễn tín trên tầng hai, khiến nhân viên sứ quán Ali Akbar Samadzadeh thiệt mạng và hai người khác bị thương. Trước khi lính SAS xông vào căn phòng, họ đã vứt vũ khí ra ngoài cửa sổ và đầu hàng lính Anh. Theo các nhân chứng sống sót, lính SAS đã bắn chết hai tay súng sau khi bắt những người này đứng dậy đầu hàng và quay mặt vào tường. Tay súng còn lại trong phòng, Shakir Abdullah Radhil và tay súng thứ sáu, Fowzi Badavi Nejad, tiếp tục trà trộn trong nhóm con tin để tìm cách trốn thoát ra bên ngoài. Trong khi đó, Đội 4 và Đội 5 tiến hành phá cửa để kiểm soát tầng trệt và tầng hầm của đại sứ quán.

Tay súng thứ sáu - Fowzi Badavi Nejad - sau khi bị các con tin khác nhận diện

Đến 19:29, sau khi xác nhận toàn bộ con tin đã được giải cứu, đặc nhiệm SAS bắt đầu lập một vành đai bảo vệ từ tầng hai đến tầng trệt của tòa nhà, và các con tin được dẫn ra khu vườn phía sau để kiểm tra. Khi đang di tản con tin, lính SAS phát hiện ra Shakir Abdullah Radhil đang trà trộn trong nhóm con tin, tay nắm chặt một quả lựu đạn. Radhil bị Trung sĩ Pete Winner, chỉ huy Đội 5, đánh ngã xuống cầu thang, trước khi bị hai binh sĩ SAS khác bắn chết tại chỗ.
Cuộc đột kích kéo dài 17 phút và có sự tham gia của 30-35 lính đặc nhiệm SAS. Một con tin thiệt mạng và hai con tin khác bị thương trong cuộc đột kích. Lính SAS đã tiêu diệt năm tay súng và tay súng thứ sáu, Nejad, bị phát hiện khi các con tin được kiểm tra ở ngoài khu vườn. Sau khi được Sim Harris xác nhận danh tính, Nejad nhanh chóng bị khống chế và bắt giữ.

### Con tin
| Tên                           | Chức vụ/Nghề nghiệp                                                                      | Số phận                                        |
| ----------------------------- | ---------------------------------------------------------------------------------------- | ---------------------------------------------- |
| Gholam-Ali Afrouz             | Tham tán Đại sứ quán                                                                     | Bị thương trong cuộc đột kích/được giải cứu    |
| Shirazeh Bouroumand           | Thư ký Đại sứ quán                                                                       | Được giải cứu                                  |
| Chris Cramer                  | Chuyên viên Âm thanh của hãng thông tấn BBC                                              | Được thả tự do trước cuộc đột kích             |
| Ahmad Dadgar                  | Cố vấn y tế                                                                              | Bị thương trong cuộc đột kích/được giải cứu    |
| Abdul Fazi Ezzati             | Tùy viên văn hóa Iran                                                                    | Được giải cứu                                  |
| Abbas Fallahi                 | Nhân viên đứng cửa Đại sứ quán                                                           | Được giải cứu                                  |
| Muhammad Hashir Faruqi        | Biên tập viên người Anh gốc Pakistan của tờ Impact International                         | Được giải cứu                                  |
| Ali Guil Ghanzafar            | Khách du lịch người Pakistan                                                             | Được thả tự do trước cuộc đột kích             |
| Simeon Harris                 | Chuyên viên ghi âm của BBC                                                               | Được giải cứu                                  |
| Nooshin Hashemenian           | Thư ký Đại sứ quán                                                                       | Được giải cứu                                  |
| Roya Kaghachi                 | Thư ký của Afrouz                                                                        | Được giải cứu                                  |
| Hiyech Sanei Kanji            | Thư ký Đại sứ quán                                                                       | Được thả tự do trước cuộc đột kích             |
| Mustapha Karkouti             | Nhà báo người Syria                                                                      | Được thả tự do trước cuộc đột kích             |
| Vahid Khabaz                  | Học sinh người Iran                                                                      | Được giải cứu                                  |
| Abbas Lavasani                | Trưởng phòng Báo chí Đại sứ quán                                                         | Bị giết trước cuộc đột kích                    |
| Trevor Lock                   | Cảnh sát an ninh thuộc Lực lượng An ninh Ngoại giao (DPG), Sở Cảnh sát Thủ đô (Luân Đôn) | Được giải cứu                                  |
| Moutaba Mehrnavard            | Người bán thảm                                                                           | Được giải cứu                                  |
| Aboutaleb Jishverdi-Moghaddam | Tùy viên đại sứ quán                                                                     | Được giải cứu                                  |
| Muhammad Moheb                | Kế toán đại sứ quán                                                                      | Được giải cứu                                  |
| Ronald Morris                 | Quản lý Đại sứ quán kiêm người lái xe                                                    | Được giải cứu                                  |
| Frieda Mozafarian             | Nhà báo                                                                                  | Được thả tự do trước cuộc đột kích             |
| Issa Naghizadeh               | Bí thư thứ nhất                                                                          | Được giải cứu                                  |
| Ali Akbar Samadzadeh          | Nhân viên đại sứ quán tạm thời                                                           | Bị tay súng DRFLA giết hại trong cuộc đột kích |
| Ali Asghar Tabatabai          | Nhân viên ngân hàng                                                                      | Được giải cứu                                  |
| Kaujouri Muhammad Taghi       | Kế toán viên Đại sứ quán                                                                 | Được giải cứu                                  |
| Zahra Zomorrodian             | Thư ký Đại sứ quán                                                                       | Được giải cứu                                  |

### Thủ phạm
| Tên                               | Chức vụ      | Số phận                                                           |
| --------------------------------- | ------------ | ----------------------------------------------------------------- |
| "Salim" – Oan Ali Mohammed        | Thủ lĩnh     | Thiệt mạng trong cuộc đột kích                                    |
| "Faisal" – Shakir Abdullah Radhil | Phó thủ lĩnh | Thiệt mạng trong cuộc đột kích                                    |
| "Makki" – Makki Hanoun            | Tay súng     | Thiệt mạng trong cuộc đột kích                                    |
| "Abbas" – Themir Mohammed Husein  | Tay súng     | Thiệt mạng trong cuộc đột kích                                    |
| "Hassan" – Shakir Sultan Said     | Tay súng     | Thiệt mạng trong cuộc đột kích                                    |
| "Ali" – Fowzi Badavi Nejad        | Tay súng     | Bị bắt sống và chịu án tù chung thân. Được thả tự do vào năm 2008 |

## Kết quả
Sau khi tòa đại sứ quán của Iran được giải phóng, Trevor Lock được ca ngợi như một người anh hùng. Vì sự dũng cảm trong sáu ngày giam giữ và công lao trong việc hỗ trợ tiêu diệt thủ lĩnh Oan Ali Mohammed của nhóm khủng bố, Lock được trao thưởng Huân chương George - huân chương dân sự cao quý thứ hai của nước Anh. Ngoài ra, Lock được tặng thưởng danh hiệu Freedom of the City of Luân Đôn và được vinh danh trong Viện Thứ dân. Nhà sử học cảnh sát Michael J. Waldren đã ví sự kiên nhẫn trong việc sử dụng khẩu súng lục của Trevor Lock với nhân vật George Dixon trong loạt phim truyền hình nhiều tập Dixon of Dock Green, cho rằng "đó là một ví dụ điển hình về sức mạnh của Dixon." Học giả Maurice Punch cũng đề cao sự nhẫn nại trong hành động của Lock, hoàn toàn tương phản với chiến thuật cực kỳ chủ động và mãnh liệt của đặc nhiệm SAS trong suốt sáu ngày đó. Một học giả khác, Steven Moysey, nhấn mạnh về sự khác biệt giữa cuộc bao vây Đại sứ quán Iran và sự kiện ở Phố Balcombe vào năm 1975, trong đó cảnh sát đã thương lượng để bốn thành viên của Tổ chức Quân đội Lâm thời Cộng hòa Ireland đầu hàng mà không cần đến sự can thiệp của quân đội. Tuy nhiên, sự kiện này dã dẫn đến những cải tổ và nâng cấp đáng kể về trang thiết bị của cảnh sát, để họ có đủ khả năng ngăn chặn và đối phó với các vụ việc tương tự trong tương lai.
Trung sĩ Tommy Palmer được trao thưởng Huân chương Dũng cảm của Nữ hoàng (QGM) vì đóng góp của ông trong cuộc đột kích. Khi đang truy đuổi tay súng ở hành lang tầng một, khẩu MP5 của Palmer đã bị kẹt đạn, nhưng ông đã kịp rút khẩu súng lục ra và bắn chết tay súng đang chuẩn bị rút lựu đạn ném vào trong căn phòng đầy con tin Iran-Anh. Sau khi Chiến dịch Nimrod kết thúc, Trung sĩ Tom Morrell được đưa vào Bệnh viện St Stephen's ở Fullham để chữa trị những vết bỏng ở chân, gây ra bởi bởi lửa khi Morrell bị mắc kẹt ở cửa sổ tầng hai. Morrell phục hồi nhanh chóng và xuất viện không lâu sau đó.

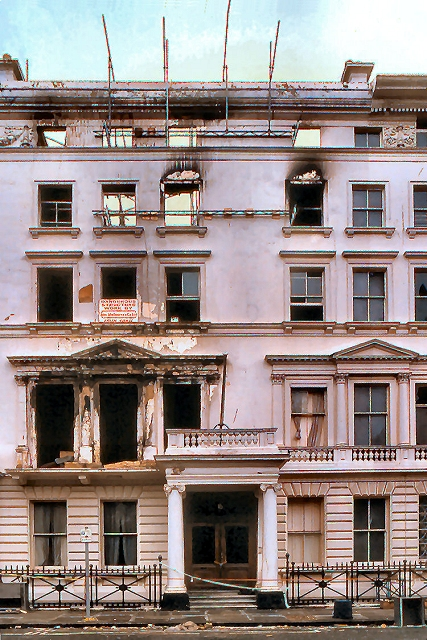
Hư hại ở mặt tiền của Đại sứ quán Iran sau cuộc đột kích của lực lượng đặc nhiệm SAS

Chính phủ Iran đã gửi lời chúc mừng và cảm ơn tới chính phủ Anh vì "những sự kiên trì của lực lượng cảnh sát Anh trong vụ bắt giữ con tin phi lý tại Đại sứ quán." Iran cũng cho tưởng niệm hai con tin thiệt mạng trong sự kiện trên và tuyên bố họ là những người tử vì đạo cho Cách mạng Iran.
Sau khi Chiến dịch Nimrod kết thúc, cảnh sát bắt đầu cuộc điều tra về vụ bắt giữ, cái chết của hai con tin và năm tay súng, và cách tiến hành cuộc đột kích của đặc nhiệm SAS. Trang thiết bị cùng vũ khí của lính SAS đã được thu lại để mang đi kiểm tra và trong ngày hôm sau, những người lính tham gia vào chiến dịch đã được cảnh sát phỏng vấn rât lâu tại Hereford. Theo cảnh sát Anh, lúc đó họ nhận được báo cáo đầy tranh cãi về cái chết của hai tay súng DRFLA tại phòng viễn tín, nơi các con tin nam bị giam giữ. Những người sống sót đã khai rằng họ đã thuyết phục những tay súng này đầu hàng, và trong các đoạn phim truyền hình được phóng viên Anh ghi lại, các tay súng đã ném vũ khí ra ngoài cửa sổ và cầm một lá cờ trắng đầu hàng. Hai lính SAS liên quan tới việc bắn chết hai tay súng đã đầu hàng trong phòng viễn tín đều quả quyết rằng trước khi nổ súng, họ thấy tay của những người này đều cố với lấy vũ khí ở trong phòng. Bồi thẩm đoàn sau khi xem xét bằng chứng đã đi đến phán quyết cuối cùng rằng hành động của những người lính SAS này là chính đáng ("giết người một cách hợp pháp").
Fowzi Nejad là tay súng DRFLA duy nhất sống sót trong cuộc đột kích. Sau khi bị nhận diện, Nejad bị một lính SAS lôi đi. Người lính này có ý định đưa Nejad trở lại tòa nhà để bắn chết anh ta, và được cho là đã thay đổi suy nghĩ sau khi được một người đồng đội (Robin Horsfall) nhắc rằng họ đang được truyền hình trực tiếp. Nejad sau bị cảnh sát Anh bắt giữ và bị kết án tù chung thân. Nejad được ân xá vào năm 2005.
Do là một công dân nước ngoài nên theo luật pháp thông thường, Nejad phải được trục xuất về nước ngay lập tức. Tuy vậy, Tòa án Nhân quyền Châu Âu đã cho rằng Điều 3 của Công ước Châu Âu về Nhân quyền đã ngăn cấm việc trục xuất trong trường hợp người công dân đó có khả năng bị tra tấn hoặc xử tử hình tại quê hương của họ. Nejad được thả tự do vào năm 2008 và được phép ở lại Vương quốc Anh, nhưng không được tị nạn chính trị. Bộ Nội vụ Anh đã đưa ra một tuyên bố rằng "Chúng tôi không cấp quy chế tị nạn cho những kẻ khủng bố bị kết án. Mục đích của chúng tôi là trục xuất mọi người càng nhanh càng tốt nhưng luật yêu cầu chúng tôi rằng trước tiên phải có được sự đảm bảo rằng người bị trao trả sẽ không phải đối mặt với cái chết." Dù đã ngồi tù 27 năm và không còn được coi là mối đe dọa của xã hội, nhưng Trevor Lock vẫn phản đối việc thả tự do cho Nejad và đã viết tâm thư gửi cho Bộ Nội vụ. Chính phủ Anh tin rằng Nejad chắc chắn sẽ bị xử tử nếu họ trục xuất Nejad về Iran, do đó họ đã cho Nejad ở lại Anh. Nejad hiện đang sinh sống ở phía nam Luân Đôn với một danh tính mới.

## Ảnh hưởng
Trước năm 1980, Luân Đôn từng là nơi xảy ra nhiều vụ khủng bố liên quan đến chính trị Trung Đông, trong đó có vụ ám sát ông Qadhi Abdullah al-Hajjri - cựu Thủ tướng Cộng hòa Yemen và vụ tấn công vào một chiếc xe khách chở các nhân viên của hãng hàng không El Al của Israel. Mặc dù còn có vài vụ tấn công riêng lẻ khác liên quan đến vấn đề Trung Đông và Bắc Phi trong vài năm tiếp theo sau vụ đại sứ quán Iran, nổi bật nhất là vụ sát hại nữ cảnh sát Yvonne Fletcher trong đại sứ quán Libya năm 1984, nhà sử học Jerry White tin rằng sự kiện ở đại sứ quán Iran "đã đánh dấu sự kết thúc của một sân khấu giải quyết các rắc rối ở Trung Đông kéo dài ba năm ở Luân Đôn."
Cuộc đột kích của lực lượng đặc nhiệm SAS, đã được truyền hình trực tiếp vào giờ cao điểm của tối thứ Hai của ngày lễ ngân hàng và được hàng triệu người, chủ yếu ở Vương quốc Anh, xem, khiến nó trở thành một trong những thời khắc lịch sử quan trọng nhất trong lịch sử nước Anh. Hai hãng thông tấn BBC và ITV đều phải hủy phát các chương trình theo lịch của họ, và BBC phải ngừng phát trực tiếp trận chung kết của Giải vô địch Bida thế giới để chiếu kết cục của cuộc đột kích. Sự kiện này cũng là đòn bẩy thăng tiến lớn cho sự nghiệp của nhiều nhà báo Anh. Kate Adie, phóng viên trực ban của BBC tại đại sứ quán khi cuộc tấn công của SAS bắt đầu, tiếp tục đưa tin về phiên tòa xét xử Nejad và sau đó đưa tin về các vùng chiến sự trên khắp thế giới và cuối cùng trở thành Trưởng Văn phòng Thông tín của BBC News. David Goldsmith và nhóm phóng viên của ông, những người chịu trách nhiệm về việc ghi lại sự kiện phía sau đại sứ quán, được trao tặng giải thưởng của Viện Hàn lâm Nghệ thuật Điện ảnh và Truyền hình Anh Quốc cho hạng mục Tin tức xuất sắc nhất. Chiến dịch Nimrod được coi là "một thành công gần trong mọi mặt." Margaret Thatcher sau này kể lại rằng bà đã được những lời chúc mừng ở bất cứ nơi nào bà đến trong những ngày tiếp theo, và nhận được tin nhắn ủng hộ và chúc mừng từ các nhà lãnh đạo thế giới khác. Tuy nhiên, vụ việc đã làm căng thẳng hơn mối quan hệ vốn đã căng thẳng giữa Anh và Iran sau Cách mạng Hồi giáo ở Iran. Vài quan chức của chính phủ Iran tuyên bố rằng cuộc sự kiện đại sứ quán Iran ở Luân Đôn được giật dây bởi chính phủ Hoa Kỳ để gây áp lực với họ sau vụ Khủng hoảng con tin ở Tehran, và vinh danh những con tin bị giết là những người tử vì đạo.
Chiến dịch Nimrod đã đưa lực lượng đặc nhiệm SAS nổi tiếng thời Chiến tranh Thế giới thứ hai ra ngoài ánh sáng. Bộ tư lệnh của các trung đoàn SAS dù không hài lòng về việc "ra mắt công chúng," nhưng sự kiện này đã giúp SAS thoái khỏi kết cục bị giải tán và tránh được những tố cáo về việc sử dụng nguồn lực một cách lãng phí. Sau cuộc đột kích, số lượng đơn đăng ký vào SAS gia tăng một cách chóng mặt. Dù Trung đoàn SAS 22 chỉ nhận đăng ký từ những cá nhân đang phục vụ trong Lực lượng Vũ trang Anh, nhưng SAS vẫn còn hai trung đoàn khác là Trung đoàn SAS 21 và 23 của Lực lượng Nội địa Anh. Hai trung đoàn này đã nhận được hàng trăm đơn đăng ký, vượt xa các kết quả tuyển quân từ những năm trước đó. Theo Tướng de la Billière, những người nộp đơn này "tin chắc rằng họ sẽ được cấp một chiếc mũ Balaclava và một khẩu súng tiểu liên ở ngay bàn đăng ký để họ có thể tự thực hiện một cuộc đột kích vào đại sứ quán theo kiểu của riêng họ." Ngoài ra, SAS cũng nhận được nhiều lời mời hợp tác huấn luyện với các quốc gia đồng minh và những quốc gia phù hợp với lợi ích của người Anh. Chính phủ Anh sau đó đã cho phép các quốc gia nước ngoài "mượn" lực lượng SAS để hỗ trợ các vụ bao vây hoặc các vụ khủng bố, đồng thời, các quan chức chính phủ Anh cũng tin rằng mối quan hệ tốt với SAS là "mốt" trong thời gian đó. Mặc dù trở nên nổi tiếng trên toàn thế giới, nhưng SAS vẫn không được quảng bá rộng rãi trong Chiến tranh Falklands năm 1982 vì họ không tiến hành nhiều chiến dịch đáng kể, và theo đó là trong Chiến tranh Vùng Vịnh 1990-1991.
Phản ứng của chính phủ Anh với vụ việc trên, cùng với quyết định sử dụng vũ lực để chấm dứt bạo lực đã củng cố uy tín của Chính phủ Bảo thủ nói chung và Thủ tướng Margaret Thatcher nói riêng. Nhiều người tin rằng kết quả của cuộc bao vây là minh chứng cho chính sách không nhượng bộ với khủng bố của chính phủ Anh và "không có nơi nào mà hiệu quả của cách phản ứng với khủng bố này được thể hiện hiệu quả hơn."
Tòa đại sứ quán Iran bị hư hại đáng kể trong cuộc đột kích ngày 5 tháng 5, phần lớn là do đám cháy gây ra. Hơn một thập kỷ sau, chính phủ Anh và Iran đi đến thỏa thuận chung, theo đó Vương quốc Anh sẽ sửa chữa lại đại sứ quán của Iran ở Luân Đôn, và Iran sẽ chịu trách nhiệm sửa chữa lại đại sứ quán của Anh ở Tehran, vốn bị phá hỏng nặng nề trong Cách mạng Hồi giáo năm 1979. Đại sứ quán Iran được mở cửa trở lại vào tháng 12 năm 1993.

## Trong văn hóa đại chúng
Sự kiện ở Đại sứ quán Iran, lực lượng SAS và Chiến dịch Nimrod đã trở thành chủ đề của nhiều bộ phim tài liệu, phim truyền hình thực tế và các tác phẩm văn học khác nhau, như bộ phim Who Dares Wins vào năm 1982 và 6 Days vào năm 2017. Cuộc vây hãm được minh họa trong trò chơi điện tử The Regiment vào năm 2006, và Tom Clancy's Rainbow Six Siege – một trò chơi bắn súng chiến thuật tập trung vào bối cảnh chiến tranh chống khủng bố.  Lực lượng SAS cũng được nhắc đến trong bộ tiểu thuyết Rainbow Six, sau được chuyển thể thành một serie trò chơi nổi tiếng. Đại sứ quán Iran cũng thường xuyên được đề cập tới trong bộ phim truyền hình nhiều tập Ultimate Force (2002–2008). Ngoài ra, hãng sản xuất đồ chơi Palitoy đã cho ra mắt mô hình nhân vật (figure) mới của bộ Action Man, mặc đồ đen và đeo mặt nạ phòng độc, y hệt như những người lính SAS đã xông vào đại sứ quán của Iran vào năm 1980.